# Когнаты (римское право)
Когнаты (лат. cognati — «родственники») — в римском праве лица, находящиеся в юридически признанном кровном родстве по женской линии и вообще кровные родственники. В поздней империи когнаты могли быть определены в качестве наследников наряду с агнатами.

## Описание
Наследниками (лат. cognati) при этом виде родства считались все непосредственные родственники независимо от пола и с соблюдением последовательности степеней и порядка рождения. Возможные наследники разделялись на четыре категории.
Первую категорию составляли прямые нисходящие родственники наследодателя: сыновья, дочери от правильного брака, а также внуки от умерших ранее детей, которым предоставлялось право наследовать вместо их родителей и в тех же долях. Вторую категорию составляли восходящие и полнородные родственники: отец, мать, бабки, полнородные братья и сестры, племянники по полнородным братьям и сестрам, которым предоставлялось право наследовать вместо их родителей. Третью категорию составляли неполнородные родственники: единокровные и единоутробные братья и сестры. Другие боковые родственники всех степеней отдаленности родства и неполнокровия «до бесконечности» (лат. ad infinitum) составляли четвертую категорию.